# Calle Jacinto Verdaguer
La Calle Jacinto Verdaguer (en catalán Carrer Jacint Verdaguer) es una calle situada en la ciudad de Palma de Mallorca, capital de las Islas Baleares, en España.

## Descripción
Lleva el nombre de Jacinto Verdaguer, poeta español en lenguas catalana y castellana, autor de obras como La Atlántida (1876), Idilios y cantos místicos (1879), Montserrat (1889), Oda a Barcelona (1883) o Canigó (1886). La calle delimita los distritos Norte y Levante de la ciudad y atraviesa los barrios de Els Hostalets, Plaza de Toros, Son Fortesa y Son Oliva. Se extiende desde el parque de las Estaciones hasta la Ma-13. Tiene una longitud total de 1100 metros.
Esta vía ya venía proyectada en el primer ensanche de Palma (Plan Calvet, 1903). Se diferencia de otras porque era atravesada por la línea de ferrocarril que unía la ciudad con Inca. Entre 2004 y 2006 fueron soterradas las vías de tren a la entrada de la ciudad y se reinauguró como vía secundaria para descongestionar la calle Aragón, con dos carriles por sentido para la circulación de vehículos, amplias aceras y un carril bici que se extiende desde la plaza de España hasta la Vía de Cintura. 

## Transporte

### Autobús
En autobús queda conectado mediante las siguientes líneas de la EMT: 
| Línea | Trayecto                     | Recorrido | Frecuencia |
| ----- | ---------------------------- | --------- | ---------- |
| 10    | Sindicato - Son Cladera      | Recorrido | 12 minutos |
| 14    | Eusebio Estada - Son Ferriol | Recorrido | 20 minutos |
| 24    | Son Llàtzer - Son Hugo       | Recorrido | 20 minutos |
| 29    | Muelle Viejo - Son Espases   | Recorrido | 18 minutos |

### Metro
La calle cuenta con dos estaciones del Metro de Palma de Mallorca —Jacinto Verdaguer y Son Costa-Son Forteza— por las que discurren las siguientes líneas:
| Línea | Trayecto                   | Frecuencia    |
| ----- | -------------------------- | ------------- |
| M1    | Plaza de España – UIB      | 15-30 minutos |
| M2    | Plaza de España – Marrachí | 20 minutos    |